# Tambour bèlè
 (mars 2016).
Le tambour bèlè du persan - tambûr – et du créole - Bèl lè (bel endroit, bon moment) est un instrument de musique de Martinique dans les Antilles françaises.
C’est un membranophone de forme conique constitué d'un fût sur lequel est tendue une peau, frappée à l'aide des mains et frottée ponctuellement par le talon du pied. C’est ce dernier, en fonction de sa position, qui module le son et rend la percussion mélodique. On appelle tambouyé le percussionniste qui joue du tambour bèlè.

## Historique
Le tambour bèlè a été conçu par les esclaves d’origine africaine en fuite et réfugiés dans les mornes de l’île, loin des plantations sucrières après le XVIIe siècle. Par l’oralité, la tradition de sa facture et de son jeu ont été transmis sur des générations. 
D’abord interdit, il fut ensuite joué dans les quartiers d’esclaves des Habitations de l’île avec des variantes du jeu d’origine. 

## Facture
Les bois utilisés pour le tambour bèlè en Martinique sont le chêne ou le chataignier. À l’origine, conçu avec des bouts de troncs d’arbres vétustes en nature « bwa fouillé », la fabrication des tambours sera finalement dévolue aux tonneliers. L’instrument est aujourd’hui fabriqué avec des lattes provenant de tonneaux de rhum, passées au feu puis raclées, pour leur donner la forme et l’épaisseur voulue. La sonorité recherchée est proche de la terre, un peu sourde.
Le tambour bèlè est recouvert en général d’une peau de cabri ou de mouton. Une attention particulière est portée sur le choix de la peau car la sonorité de l'instrument s'en ressent. Les peaux de cabri qui sont en général plus fines donne un son plus aigu que celui rendu par la peau de mouton. 
Pour serrer le tambour, on utilise un cercle de fer sur lequel on adaptait différents matériaux végétaux (paille de banane, cordes...) qu’on serrait très fort, mais sans intégrer le système de serrage au tambour lui-même.
Un système de clefs est utilisé pour tendre la peau et régler la hauteur des sons. 

## Jeu

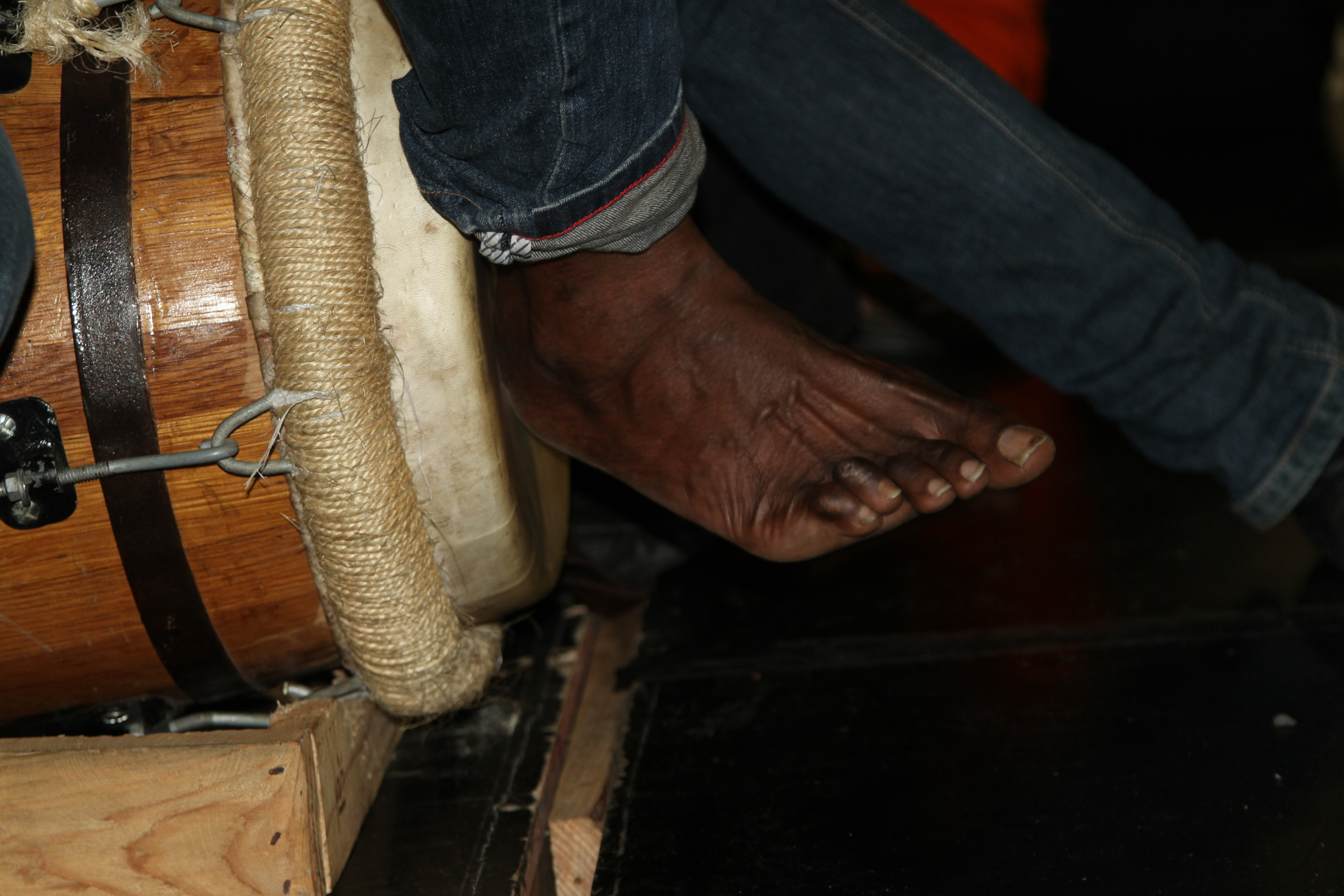
Jeu au talon

La technique du percussionniste implique les mains, les doigts et le mouvement de talon du pied pour modifier la sonorité. Pour ce dernier, c’est une frappe frottée, frappée et non verticale. Le jeu principal est fait par la main droite pour les droitiers. Les première et deuxième phalanges des doigts sont également utilisées pour frapper sur le bord du tambour.
Le tambour bèlè est joué principalement dans la musique traditionnelle bèlè » de Martinique. Le « bwatè » (joueur de tibwa, un idiophone) frappe alors les baguettes directement sur le corps du tambour joué par le tambouyé qu’il accompagne. Depuis une décennie, une nouvelle génération d'artistes martiniquais utilise le tambour bèlè dans le registre du jazz et des musiques du monde.

## Les maîtres du tambour bèlè
Ti Emile (Emmanuel Casérus), Ti Raoul (Raoul Grivalliers), Galfétè, Félix Casérus, Dulténor Casérus, Vava Grivalliers, Berthé Grivalliers, Clothaire Grivalliers, Féfé Marolany, Paul Rastocle, Benoit Rastocle, Carmélite Rastocle, Apollon Vallade, Félix Cébarec, Génius Cébarec dit Galfètè, Stéphane Cébarec, Boniface Cébarec, Saint-Ange Victoire, Robert Dessart, Siméline Rangon, Espélisane Sainte-Rose, Sully Villageois, Dartagnan Laport (célèbre famille de fabricants de tambours), Julien Saban (Bèlè Baspwent), Bertin Régina (Bèlè Baspwent).
La nouvelle génération : Eugène Mona (1943-1991), L’AM4 (Georges et Pierre Dru, Victor Treffre), Kannigwé, La Sosso et le groupe Wapa, Edmond Mondésir et son groupe Bèlènou, Victor Treffe, Xtrem'Jam (de Jeff Baillard), Bèlè Boumbap de Kali, Lassao, Sully Cally, Jean-Philippe Grivalliers, Boris Reine-Adelaide, Vwa bèl danm, Lébéloka, Bélya, Vaïty, Bèlè Légliz, Lèspri Danmyé, Manuéla M'La Bapté, Stella Gonis, Mamou Orsinet-Florimond, Icess Madjoumba, Artana.